# Boston Caucus

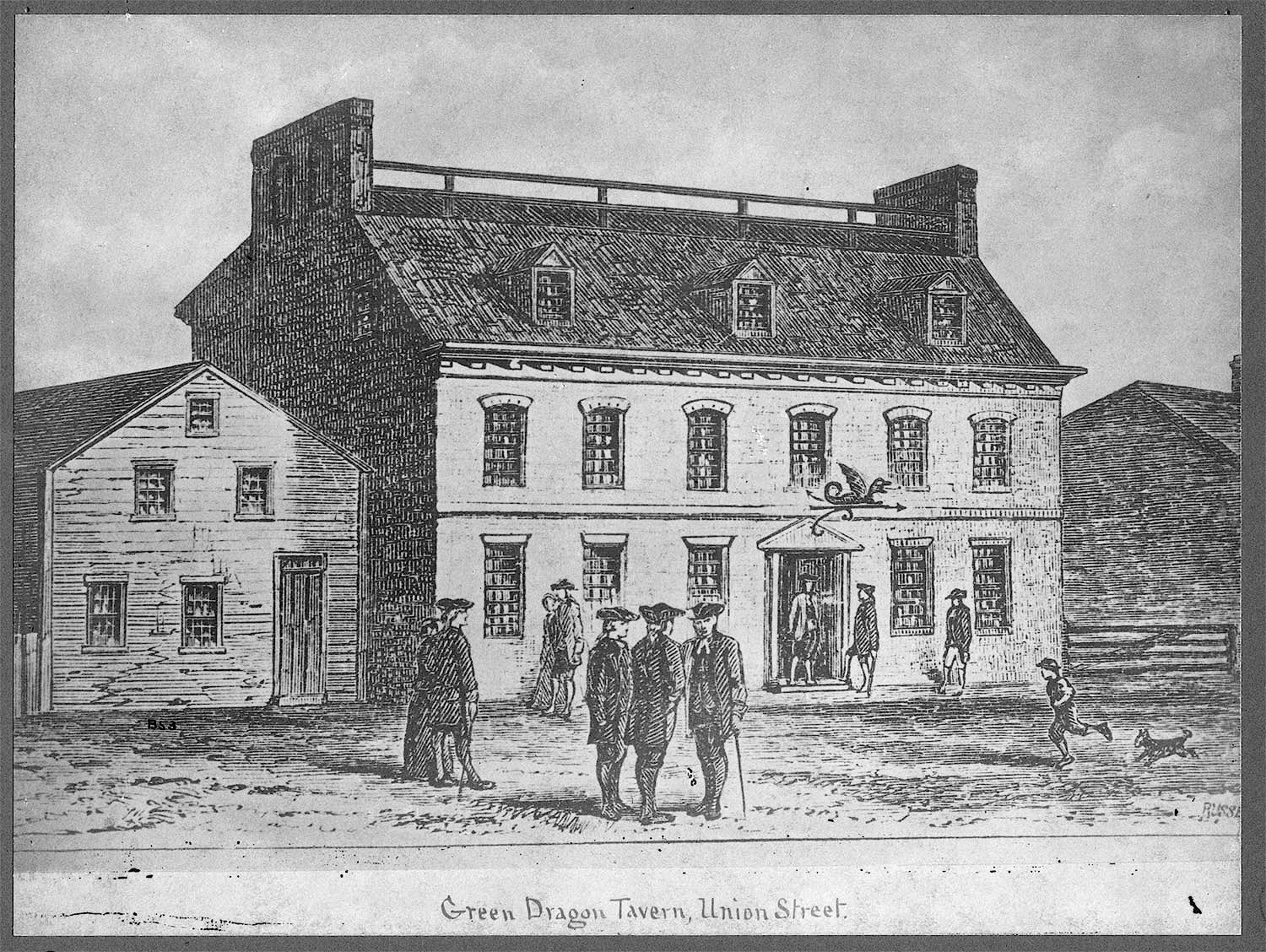
La taverne Green Dragon, point de rencontre du Boston Caucus dans les années 1770.

Le Boston Caucus (1719-1776) était une organisation politique informelle qui a eu une influence considérable à Boston dans les années précédant et suivant la révolution américaine. Ce fut peut-être la première utilisation du mot « caucus », ce qui signifie une réunion des membres d'un mouvement ou d'un parti politique pour se mettre d'accord sur une position commune.
Le Boston Caucus a été créé vers 1719 par le médecin et commerçant Elisha Cooke, Jr.. C'est devenu rapidement une force politique puissante dans la région, mais ses activités ultérieures sont ce qui l'associent le plus avec Samuel Adams et la perspective de l'indépendance des États-Unis. Adams est devenu un dirigeant influent du Boston Caucus dans les années 1750 et a géré le club dans les années 1760 et 1770.
Le groupe a développé une réputation de rebelle, se réunissant dans les tavernes — comme la taverne Green Dragon — et complotant. Le Boston Caucus et Samuel Adams ont la réputation d'avoir eu une influence significative en 1773 avec les événements associés à la Boston Tea Party.